# Infinite (Eminem album)
Infinite este primul album de studio al rapperului american Eminem. Albumul a fost lansat pe 12 noiembrie 1996 prin Web Entertainment. înregistrările au avut loc la studio-ul fraților Bass, cunoscut sub numele de Bassmint Productions, partea de producție a albumului fiind facută de către Mr. Porter și Proof. Albumul împrumută și vocile altor rapper precum Proof, Mr. Porter, Eye-Kyu, Three și Thyme, cât și vocea cântăreței Angela Workman pe piesa „Searchin”. Albumul nu a avut succes în topuri. A fost lansat oficial doar pe casetă și vinil (500 din fiecare). Eminem le-a vândut pe acestea din portbagajul mașinii sale în Detroit. Albumul nu este disponibil în mod oficial pe niciunul din magazinele de muzică online (doar single-ul „Infinite” este disponibil pe Apple Music și Spotify).
Inițial albumul a avut parte de reacții mixte din partea criticilor, fiind lăudat conținutul liric, dar fiind criticată producția. În retrospectivă, albumul a avut parte de mai mult succes, în special piesa Infinite care este considerată și astăzi una din cele mai bune piese ale lui Eminem.
Pe 17 noiembrie 2016, la 5 zile după aniversarea de 20 de ani a albumui, Eminem a lansat un remaster al piesei Infinite pe canalul său de Vevo, remixul fiind făcut de frații Bass.